# Batrachoseps gregarius
Batrachoseps gregarius (tên tiếng Anh: Gregarious Slender Salamander) là một loài kỳ giông trong họ Plethodontidae.

## Phân bố
The Gregarious Slender Salamander is đặc hữu của California, ở Tulare County ở miền tây Hoa Kỳ.
Các môi trường sống tự nhiên của chúng là interior chaparral và woodlands và vùng đồng cỏ ôn đới, in the lower foothills of miền tây Sierra Nevada và miền đông San Joaquin Valley..